# Hennemont
Hennemont ist eine französische Gemeinde mit 111 Einwohnern (Stand: 1. Januar 2022) im Département Meuse in der Region Grand Est (bis 2015: Lothringen). Sie gehört zum Arrondissement Verdun, zum Kanton Étain und zum Gemeindeverband Territoire de Fresnes-en-Woëvre.

## Geografie
Die Gemeinde Hennemont liegt auf einem langgezogenen Hügel, 18 Kilometer östlich von Verdun. Durch das Gemeindegebiet führt die Autoroute A4. Umgeben wird Hennemont von den Nachbargemeinden Gussainville im Norden, Buzy-Darmont im Nordosten, Parfondrupt im Osten, Pareid im Südosten, Pintheville im Süden, Ville-en-Woëvre im Südwesten und Westen sowie Braquis im Nordwesten.

## Bevölkerungsentwicklung
| Jahr                       | 1962 | 1968 | 1975 | 1982 | 1990 | 1999 | 2006 | 2013 | 2019 |
| Einwohner                  | 177  | 140  | 114  | 102  | 105  | 132  | 126  | 114  | 111  |
| Quellen: Cassini und INSEE |      |      |      |      |      |      |      |      |      |

## Sehenswürdigkeiten
- Kirche Saint-Sulpice, erbaut im 12. Jahrhundert, im Ersten Weltkrieg zerstört und 1925 wieder aufgebaut

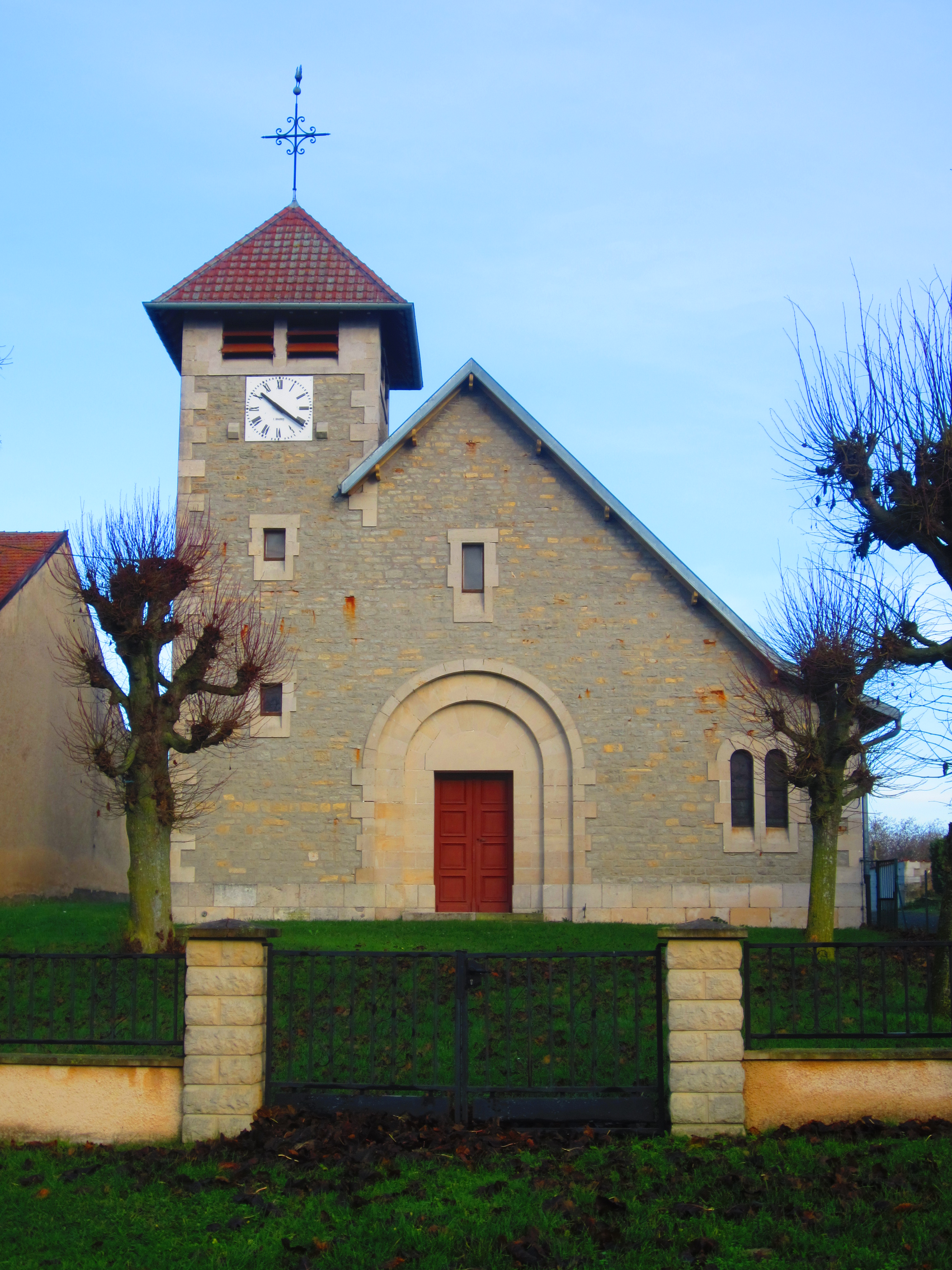
Kirche Saint-Sulpice